# Tan Ya-ting
Tan Ya-ting (chinesisch 譚雅婷, Pinyin Tán Yǎtíng; * 7. November 1993 in Hsinchu) ist eine taiwanische Bogenschützin.

## Karriere
Tan Ya-ting gab 2010 ihr internationales Debüt und gewann bei den Olympischen Jugend-Sommerspielen in Singapur mit Silber im Einzel sogleich ihre erste Medaille. Kurz darauf verpasste sie bei den Asienspielen in Guangzhou mit dem vierten Platz in der Mannschaftswertung einen weiteren Medaillengewinn.
Zwei Jahre darauf vertrat sie Taiwan bei den Olympischen Spielen 2012 in London. Bei den olympischen Wettbewerben erzielte sie zunächst im Einzel in der Platzierungsrunde den Bestwert von 671 Punkten. In der Ausscheidungsrunde besiegte sie in der ersten Runde die Schweizerin Nathalie Dielen mit 6:4 sowie Elena Richter aus Deutschland in Runde zwei mit 6:2. Im Achtelfinale scheiterte sie an der Italienerin Pia Lionetti, die sich mit 6:2 gegen Tan durchsetzte. Mit der Mannschaft erhielt sie zwar nach einem dritten Platz in der Platzierungsrunde ein Freilos für die erste Ausscheidungsrunde, unterlag im Viertelfinale aber sogleich der russischen Mannschaft nach 216:216-Unentschieden mit 26:28 im sogenannten Shoot-off. 2013 gewann Tan in der Mixedkonkurrenz mit Kuo Cheng-wei bei den Weltmeisterschaften in Belek die Bronzemedaille. Im Einzel erreichte sie das Achtelfinale. Bei den darauffolgenden Asienmeisterschaften in Taipeh sicherte sie sich im Mixed ebenfalls Bronze, während sie mit der Mannschaft hinter Südkorea Vizeasienmeisterin wurde.
Die nächsten Erfolge gelangen Tan 2015. Bei der Sommer-Universiade in Gwangju sicherte sie sich im Mixedwettbewerb die Silber- und in der Mannschaftskonkurrenz die Goldmedaille. 2016 gehörte sie in Rio de Janeiro erneut zum taiwanischen Aufgebot bei den Olympischen Spielen. Nach 656 Punkten in der Platzierungsrunde gelangen ihr im Einzel in der Ausscheidungsrunde drei Siege in Folge, ehe sie im Viertelfinale auf Lisa Unruh aus Deutschland traf und dieser mit 5:6 im Stechen unterlag. Erfolgreicher verlief der Mannschaftswettkampf. Aufgrund des viertbesten Resultats in der Platzierungsrunde startete die taiwanische Mannschaft in der Ausscheidungsrunde wie schon 2012 direkt im Viertelfinale, in dem sie sich mit 5:4 im Shoot-off gegen Mexiko durchsetzte. Ebenfalls im Shoot-off folgte eine 4:5-Niederlage gegen die favorisierten Südkoreanerinnen, sodass Taiwan in der Begegnung um den dritten Platz antreten mussten. Dort bezwangen die Taiwanerinnen Italien mit 5:3, sodass Tan gemeinsam mit Lei Chien-ying und Lin Shih-chia die Bronzemedaille erhielt.
2017 vertrat Ting in Taipeh ein weiteres Mal Taiwan bei der Sommer-Universiade und erreichte sowohl im Einzel als auch mit der Mannschaft den zweiten Platz. Im Oktober 2017 sicherte sie sich bei den Weltmeisterschaften in Mexiko-Stadt ebenfalls zwei Medaillengewinne. Sowohl im Einzel als auch mit der Mannschaft belegte sie jeweils den dritten Platz und erhielt so insgesamt zwei Bronzemedaillen. Auch bei den Asienspielen 2018 in Jakarta gelang ihr eine Podiumsplatzierung. Im Einzel schied sie zwar im Viertelfinale aus, erreichte dafür aber mit der Mannschaft das Finale gegen Südkorea, das mit 3:5 verloren ging, sodass die taiwanische Mannschaft letztlich den zweiten Platz belegte. Ihren bis dato größten Erfolg erzielte Tan bei den Weltmeisterschaften 2019 in ’s-Hertogenbosch. Im Einzel schied sie im Achtelfinale aus, erreichte in der Mannschaftskonkurrenz dagegen das Finale. Durch einen 6:2-Sieg gegen die südkoreanische Mannschaft wurde Tan zusammen mit Lei Chien-ying und Peng Chia-mao Weltmeisterin.